# George Lazenby
George Robert Lazenby (Queanbeyan, 5 settembre 1939) è un attore ed ex modello australiano.
È ricordato principalmente per essere stato il secondo interprete cinematografico, dopo Sean Connery, della spia inglese James Bond in Agente 007 - Al servizio segreto di Sua Maestà.

## Biografia
Lazenby è di origini inglesi ed irlandesi; nato in Australia, negli anni del college lavora alla Morris Motors Company di Canberra e diviene un maestro di sci, gareggiando con una squadra di nome The Corvettes. Dopo un periodo di studi in ingegneria chimica, Lazenby ha prestato il servizio militare in patria specializzandosi in guerriglia nelle forze speciali dell'esercito e raggiungendo il grado di sergente e la qualifica di istruttore nel combattimento corpo a corpo. Nel 1964 si spostò per amore a Londra dove lavorò come venditore di automobili, come modello e come attore per la pubblicità sia per i giornali sia per la televisione. Nel 1968 è risultato il modello più pagato del mondo.
Dopo aver risposto a un avviso dei produttori Broccoli e Saltzman in cerca del "nuovo Bond" (Connery aveva infatti giurato che mai più avrebbe lavorato a un ennesimo film della serie su 007), Lazenby venne scelto tra quattrocento candidati in seguito a due provini: uno di lotta libera, l'altro in cui doveva sottrarre alla partner una rivoltella per poi baciare l'attrice. Quello in Agente 007 - Al servizio segreto di Sua Maestà del 1969 è stato il primo ruolo importante di Lazenby per il grande schermo: aveva un curriculum piuttosto esiguo all'epoca del film, realizzando come apice della sua carriera una celebre campagna pubblicitaria per un'azienda produttrice di cioccolato.
Nonostante la sua scarsa esperienza, il suo provino fu considerato molto soddisfacente dai produttori e dal regista e gli fu offerto un contratto per 7 film. Lazenby tuttavia (convinto dal suo agente che riteneva il personaggio di Bond prossimo al tramonto) accettò un contratto per un solo film. Questo non raggiunse incassi rilevanti alla sua uscita sugli schermi e le recensioni su Lazenby furono negative, sebbene in seguito il film fu rivalutato e viene considerato tuttora come uno dei migliori della serie, specialmente dai lettori di Ian Fleming. Si è saputo in seguito delle difficoltà incontrate da Lazenby durante la lavorazione del film, pare dovute a contrasti con il regista Peter Hunt, che si rifiutava addirittura di parlare direttamente con lui.

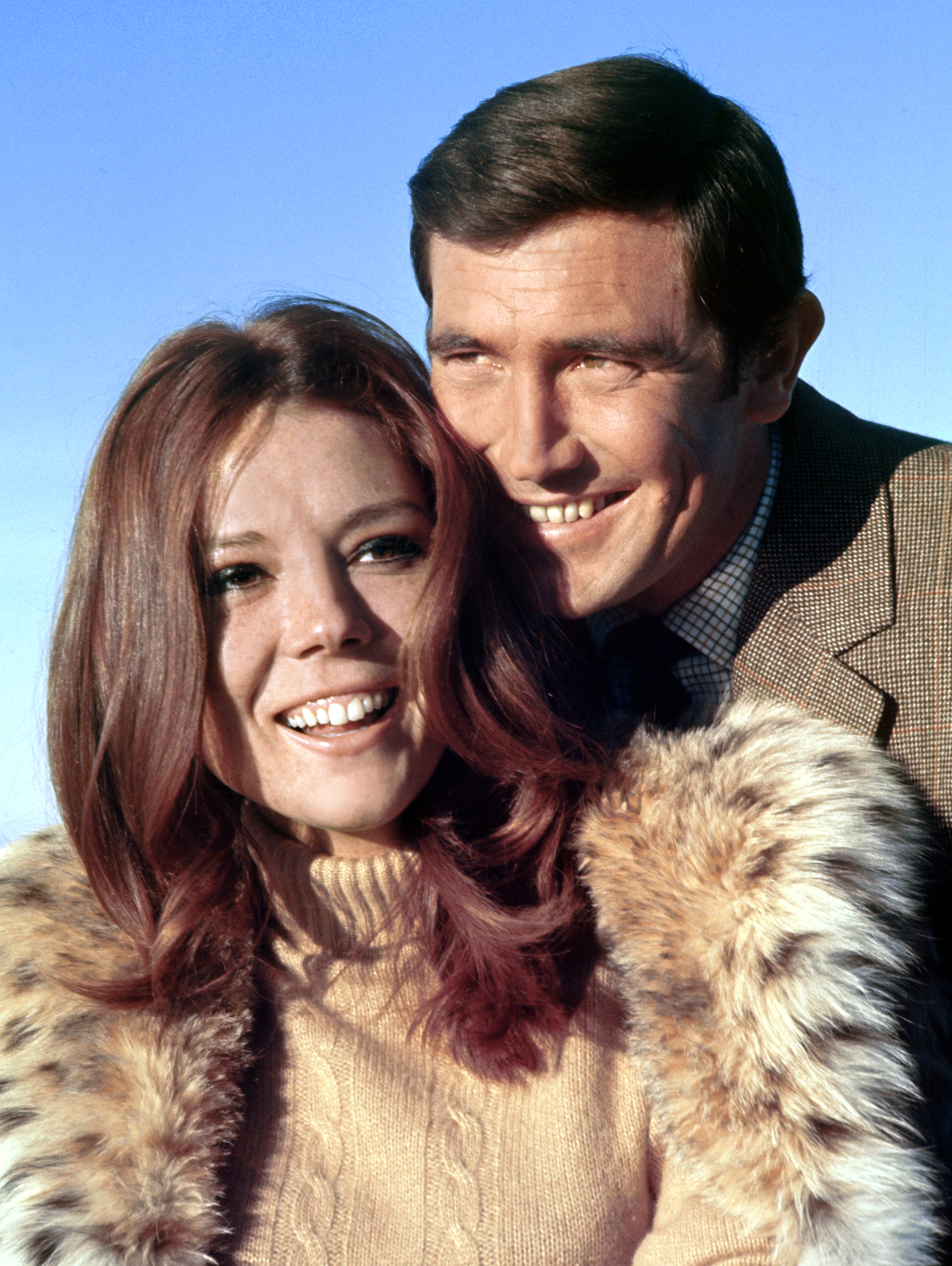
Lazenby e la Bond girl Diana Rigg sul set di Agente 007 - Al servizio segreto di Sua Maestà (1969)

Dopo aver preso parte al film Chi l'ha vista morire?, nel 1973 incontrò a Hong Kong Bruce Lee, per discutere l'ingaggio del film L'ultimo combattimento di Chen (The Game of Death), prodotto da Raymond Chow per la Golden Harvest. La loro possibile collaborazione non portò a nulla di concreto, a causa della morte improvvisa di Lee. Lazenby partecipò comunque a tre delle quattro pellicole, che erano in programma con Lee: The Shrine of Ultimate Bliss (nel 1974), The Man From Hong Kong (nel 1975) e A Queen's Ransom (nel 1976). Nel 1978 venne girato L'ultimo combattimento di Chen, nel quale Lazenby interpretava un ruolo secondario di breve durata. Questi film girati da Lazenby a Hong Kong richiesero un budget elevato e ancora oggi dalla critica sono considerati un classico del genere delle arti marziali. Tuttavia, la scomparsa di Lee impedì di raggiungere il successo commerciale desiderato.
Nonostante il ruolo di James Bond in Agente 007 - Al servizio segreto di Sua Maestà e il ruolo interpretato in Ridere per ridere (1977), altro film di discreto successo, la carriera di Lazenby non è mai decollata veramente. Decise quindi di impegnarsi e investire in attività commerciali e nel settore immobiliare, ristrutturando varie proprietà alle Hawaii, Brentwood, a Valyermo (California) e in Australia, al porto di Hong Kong e una casa nel Maryland.

## Vita privata
Dal suo primo matrimonio con Christina Gannett, erede dell'impero editoriale Gannett Publishing, Lazenby ebbe due figli, Zachary e Melanie. Il primo di questi morì di un tumore al cervello.
Nel 2002 ha sposato l'ex tennista statunitense Pam Shriver, dalla quale ha avuto tre figli: George (nato nel 2004), e i due gemelli Caitlin Elizabeth e Samuel Robert (ad ottobre del 2005). La coppia ha divorziato consensualmente nel 2011, dopo un ordine interdittivo e tre anni di battaglia legale.

## Filmografia
- Agente 007 - Al servizio segreto di Sua Maestà (On Her Majesty's Secret Service) (1969)
- Universal Soldier (1971)
- Chi l'ha vista morire?, regia di Aldo Lado (1972)
- Vita e leggenda di Bruce Lee (Life and Legend of Bruce Lee) – documentario (1973)
- Gli ultimi giorni di Bruce Lee (The Last Days of Bruce Lee) (1973)
- Stoner (Tie jin gang da po zi yang guan) (1974)
- Is There Anybody There? – film TV (1975)
- Il dragone vola alto (The Man From Hong Kong) (1975)
- International Assassin (1976)
- Ridere per ridere (The Kentucky Fried Movie) (1977)
- Cover Girls – film TV (1977)
- The Newman Shame (1977)
- Bruce Lee, La leggenda (Bruce Lee, The Legend) (1977)
- Game of Death – documentario (1978)
- Evening In Byzantium – miniserie TV (1978)
- Gli amici del drago (Death Dimension) (1978)
- Saint Jack (1979)
- The Nude Bomb (1980) - un cameo come James Bond
- L'ultimo harem (1981)
- General Hospital – serie TV (1982)
- The Return of the Man from U.N.C.L.E. – film TV (1983)
- Mai troppo giovane per morire (Never Too Young to Die) (1986)
- Hell Hunters (1986)
- Il mio nome è James B. - episodio di Alfred Hitchcock presenta (serie televisiva 1985) (1988)
- Superboy – serie TV (1988)
- Eyes of the Beholder (1992)
- L'eterna Emmanuelle (Éternelle Emmanuelle) – film TV (1993)
- L'amore di Emmanuelle (L'amour d'Emmanuelle) – film TV (1993)
- Magica Emmanuelle (Magique Emmanuelle) – film TV (1993)
- Il profumo di Emmanuelle (Le parfum d'Emmanuelle) – film TV (1993)
- La vendetta di Emmanuelle (La revanche d'Emmanuelle) – film TV (1993)
- Emmanuelle a Venezia (Emmanuelle à Venise) – film TV (1993)
- Il segreto di Emmanuelle (Le secret d'Emmanuelle) – film TV (1993)
- Death By Misadventure – documentario (1993)
- Gettysburg (1993)
- I babysitter (Twin Sitters) (1994)
- Fatally Yours (1995)
- Fox Hunt (1996)
- The Path of The Dragon (1998)
- Star of Jaipur (1998)
- Gut Feeling (1999)
- Jarod il camaleonte (The Pretender) – serie TV (1999-2000)
- Four Dogs Playing Poker (2000)
- Spider's Web - La tela del ragno (Spider's Web) (2001)
- Winter Break (2003)

## Doppiatori italiani
Nelle versioni in italiano dei suoi film, George Lazenby è stato doppiato da:
- Pino Locchi in Agente 007 - Al servizio segreto di Sua Maestà[7]
- Michele Kalamera in Chi l'ha vista morire?
- Glauco Onorato in Il dragone vola alto
- Sergio Di Stefano in Ridere per ridere
- Oreste Rizzini in L'ultimo harem
- Sergio Graziani in Alfred Hitchcock presenta
- Carlo Sabatini in Jarod il camaleonte
- Massimiliano Lotti in Essere James Bond